# 1971年熊本県議会議員選挙
1971年熊本県会議員選挙（1971ねんくまもとけんかいぎいんせんきょ）は、熊本県の議決機関である熊本県議会を構成する議員を全面改選するために行われる選挙で、第7回統一地方選挙の前半戦投票日である4月11日に投票が行われた。

## 概要
熊本県議会議員の任期（4年）が満了したことによる選挙である。24選挙区57議席に対し87名が立候補したが、山鹿市、牛深市、宇土市、鹿本郡、葦北郡、天草郡下島の6選挙区では定数と同じ候補者しか立候補せず8名が無投票当選となり、残る18選挙区79名によって選挙戦が行われた。
開票の結果、自民党は改選前より議席を減らし40議席の獲得となったが、絶対多数を維持した。また、共産党は熊本市で井上栄次をトップ当選させ、はじめて熊本県議会における議席を獲得した。

## 基礎データ
- 選挙事由：任期満了
- 告示日：1971年3月30日
- 投票日：1971年4月11日
- 議員定数：57名
- 選挙区：24選挙区
- 候補者数：87名

## 選挙結果
| 党派               | 党派               | 議席数             | 議席数             | 議席数             | 議席数             | 得票    | 得票    |
| 党派               | 党派               | 現                 | 元                 | 新                 | 計                 | 得票数  | 得票率  |
| ------------------ | ------------------ | ------------------ | ------------------ | ------------------ | ------------------ | ------- | ------- |
|                    | 自由民主党         | 29                 | 4                  | 7                  | 40                 | 448,069 | 61.21%  |
|                    | 日本社会党         | 4                  | 1                  | 0                  | 5                  | 72,509  | 9.91%   |
|                    | 公明党             | 1                  | 0                  | 1                  | 2                  | 28,545  | 3.90%   |
|                    | 日本共産党         | 0                  | 0                  | 1                  | 1                  | 21,275  | 2.91%   |
|                    | 無所属             | 3                  | 1                  | 5                  | 9                  | 161,560 | 22.07%  |
| 合計               | 合計               | 37                 | 6                  | 14                 | 57                 | 731,958 | 100.00% |
| 投票者数（投票率） | 投票者数（投票率） | 投票者数（投票率） | 投票者数（投票率） | 投票者数（投票率） | 投票者数（投票率） | 741,519 | 75.46%  |
| 有権者数           | 有権者数           | 有権者数           | 有権者数           | 有権者数           | 有権者数           | 982,687 | 100.00% |

出典：『熊本県の選挙50年の歩み』